# أقجة قلعة

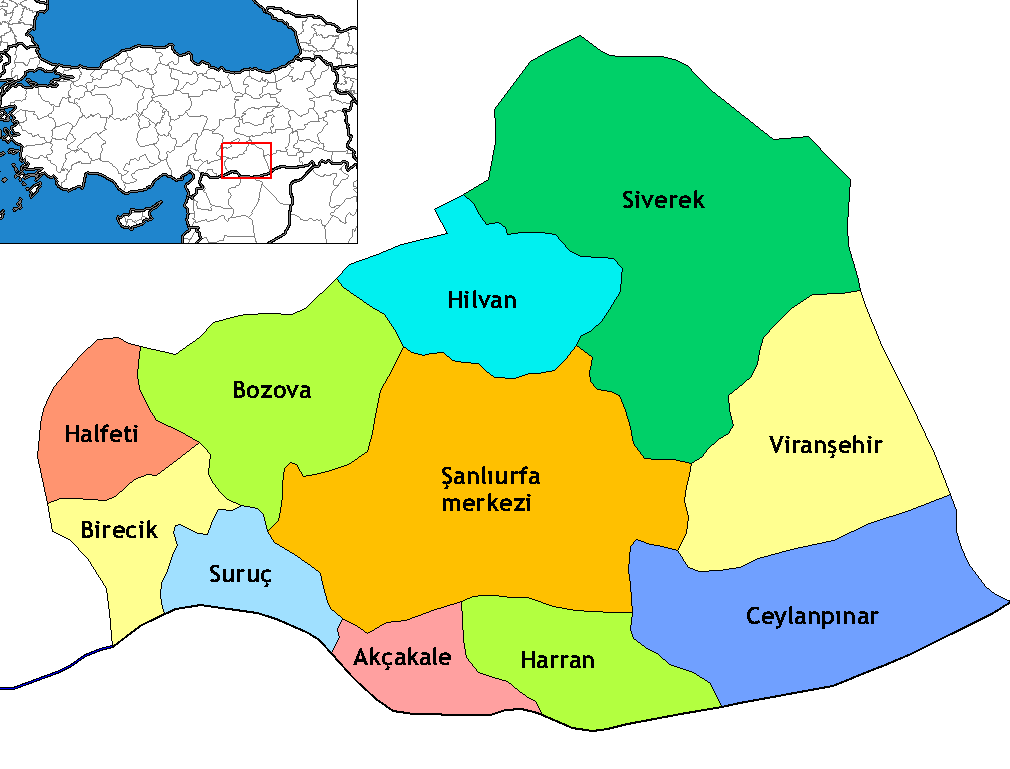
نواحي محافظة أورفة

أقجة قلعة (بالتركية: Akçakale)‏ (واسمها العربي تل أبيض) بلدة وناحية إدارية بمحافظة أورفة في جنوب شرق تركيا. يفصلها عن شطرها الذي بقي ضمن سورية (مدينة تل أبيض السورية) معبر (ميناء بري) على الطريق الواصل بين مدينتي أورفة (الرها) التركية و. وقد فرّ الكثير من العائلات السورية عبر الحدود جرّاء أحداث سوريا 2011-2012، وتعرّضت البلدة يوم 3 أكتوبر 2012 إلىٰ قصف عبر الحدود من الجانب السوريّ أدّى إلى مقتل خمسة مواطنين أتراك وردّت عليه القوات التركية لأوّل مرّة منذ اندلاع الأحداث. معظم سكانها من العرب.

## المناخ
يظهر الجدول التالي التغييرات المناخية على مدار السنة لأقجة قلعة:
| البيانات المناخية لـأقجة قلعة     | البيانات المناخية لـأقجة قلعة | البيانات المناخية لـأقجة قلعة | البيانات المناخية لـأقجة قلعة | البيانات المناخية لـأقجة قلعة | البيانات المناخية لـأقجة قلعة | البيانات المناخية لـأقجة قلعة | البيانات المناخية لـأقجة قلعة | البيانات المناخية لـأقجة قلعة | البيانات المناخية لـأقجة قلعة | البيانات المناخية لـأقجة قلعة | البيانات المناخية لـأقجة قلعة | البيانات المناخية لـأقجة قلعة | البيانات المناخية لـأقجة قلعة |
| الشهر                             | يناير                         | فبراير                        | مارس                          | أبريل                         | مايو                          | يونيو                         | يوليو                         | أغسطس                         | سبتمبر                        | أكتوبر                        | نوفمبر                        | ديسمبر                        | المعدل السنوي                 |
| --------------------------------- | ----------------------------- | ----------------------------- | ----------------------------- | ----------------------------- | ----------------------------- | ----------------------------- | ----------------------------- | ----------------------------- | ----------------------------- | ----------------------------- | ----------------------------- | ----------------------------- | ----------------------------- |
| متوسط درجة الحرارة الكبرى °م (°ف) | 10 (50)                       | 13 (55)                       | 17 (62)                       | 23 (73)                       | 29 (84)                       | 35 (95)                       | 39 (102)                      | 38 (100)                      | 35 (95)                       | 27 (80)                       | 19 (66)                       | 12 (53)                       | 24 (75)                       |
| متوسط درجة الحرارة الصغرى °م (°ف) | 1 (33)                        | 2 (35)                        | 5 (41)                        | 9 (48)                        | 13 (55)                       | 18 (64)                       | 21 (69)                       | 20 (68)                       | 16 (60)                       | 11 (51)                       | 5 (41)                        | 2 (35)                        | 10 (50)                       |
| الهطول مم (إنش)                   | 91 (3.6)                      | 69 (2.7)                      | 69 (2.7)                      | 48 (1.9)                      | 25 (1)                        | 2.5 (0.1)                     | 0 (0)                         | 0 (0)                         | 0 (0)                         | 23 (0.9)                      | 43 (1.7)                      | 79 (3.1)                      | 450 (17.8)                    |
| المصدر: Weatherbase               |                               |                               |                               |                               |                               |                               |                               |                               |                               |                               |                               |                               |                               |